# Huskvarna sporthall
Huskvarna sporthall är en sporthall med brottarsalar, bordtennisrum, stora planytor med fotboll, handboll och basketmöjligheter samt en matsal för eleverna på Alfred Dalin-skolan.

## Organisationer
Ett antal klubbar och organisationer håller till i Huskvarna sporthall, till exempel:
- Brahe Basket
- Huskvarna AIK (brottning)
- Husqvarna IK (innebandy)
- Huskvarna Södra IS (pingis)